# Ciurek, Sofia
Ciurek (în bulgară Чурек) este un sat în comuna Elin Pelin, regiunea Sofia,  Bulgaria. 

## Demografie
Componența etnică a satului Ciurek
     Bulgari (95,51%)
     Nicio identificare (4,48%)
     Altele (0%)
La recensământul din 2011, populația satului Ciurek era de 290 locuitori. Din punct de vedere etnic, majoritatea locuitorilor (95,51%) erau bulgari. Pentru 4,48% din locuitori nu este cunoscută apartenența etnică.